# ريد فيشر (لاعب كرة قاعدة)
ريد فيشر (بالإنجليزية: Red Fisher)‏ هو لاعب كرة قاعدة أمريكي، ولد في 22 يونيو 1887 في بيتسبرغ في الولايات المتحدة، وتوفي في 31 يناير 1940 في لويفيل في الولايات المتحدة.

## وصلات خارجية
- ريد فيشر على موقعبيزبول رفرنس.كوم (الدوري الرئيسي) (الإنجليزية)
- ريد فيشر على موقعبيزبول رفرنس.كوم (الدوري الثانوي) (الإنجليزية)